# Comté de Petroleum
Le comté de Petroleum est l’un des 56 comtés de l’État du Montana, aux États-Unis. C’est le moins peuplé de l’État et le sixième moins peuplé du pays. Il doit son nom aux puits de pétrole de Cat Creek. Le siège et la plus grande ville du comté est Winnett.

## Géolocalisation
|                 | Comté de Phillips    |                   |
| Comté de Fergus | Comté de Petroleum   | Comté de Garfield |
|                 | Comté de Musselshell | Comté de Rosebud  |